# Castello di Saint-Leu
Il castello di Saint-Leu venne costruito dal 1693 e si trovava nei pressi della cittadina francese di Saint-Leu-la-Forêt. Venne demolito nel 1837.

## Storia
Prima della rivoluzione francese, il villaggio di Saint-Leu-la-Forêt aveva in realtà due castelli:
- il castello alto, demolito negli ultimi anni del XVIII secolo;
- il castello basso, costruito nel 1693 per Lorieul de La Noue, segretario del re.

Il castello basso venne acquisito nel 1774 dal presidente delle finanze Jean-Joseph de Laborde, che desiderava disporre di una residenza appena fuori Parigi rispetto al suo castello di La Ferté-Vidame. Egli fece pertanto trasformare l'antico castello ed convertì il parco con uno stile all'inglese. Fu lui a far realizzare inoltre un piccolo tempio rettangolare ed un ponte in legno per attraversare romanticamente il fiume locale nel quale era possibile navigare in barca. Nel 1777 Laborde cedette il dominio a finanziere Nicolas Beaujon che a sua volta rivendette il tutto nel 1780 al duca di Chartres, futuro Philippe Égalité. Dopo la rivoluzione, la famiglia Homberg acquistò il castello basso nel 1799.
Nel 1804, Luigi Bonaparte e sua moglie Hortense de Beauharnais acquisirono il castello alto e quello basso, facendo demolire il primo e riunendo così l'intero dominio in un parco di 80 ettari. Il parco venne rimaneggiato quindi per merito di Louis-Martin Berthault che aveva lavorato già al castello di Malmaison, facendovi realizzare tra l'altro un atipico monumento in stile egiziano a riprendere le conquiste del Bonaparte e la moda dell'epoca del Primo Impero francese.
Con la separazione dal marito (che prese appunto il titolo di conte di Saint-Leu), nel 1810, la regina Hortense conservò per sé Saint-Leu e vi tenne brillanti ricevimenti.
Nel 1814, Luigi XVIII la creò duchessa di Saint-Leu ma nel 1815, accusata di aver aiutato il ritorno in Francia di Napoleone I, venne esiliata e dovette abbandonare la residenza di Saint-Leu che dal 1816 venne acquistata da Luigi VI Enrico di Borbone-Condé, duca di Borbone e principe di Condé dal 1818, che lo prese a propria residenza estiva, oltre ad alloggiarvi la propria amate, l'intrigante baronessa de Feuchères.
Il 27 agosto 1830, il duca venne ritrovato impiccato alla spagnoletta della finestra della sua camera al primo piano del castello ma coi piedi che toccavano a terra. Lasciò la propria fortuna alla sua amante, la quale fu forse responsabile della sua morte nel corso di un gioco erotico.
Pur avendo ereditato il castello, la baronessa de Feuchères si era attirata l'ostilità locale e non tardò a rivendere la struttura ma ogni trattativa appariva sempre più complessa anche a causa dell'alto costo della struttura e per questo infine il castello venne demolito nel 1837 ed il parco lottizzato. Nel 1844 vi venne eretto un monumento commemorativo alla memoria del principe di Condé. La croce che ancora oggi lo sormonta indica il punto preciso dove egli venne trovato impiccato.